# Йордан, Михал
Михал Йордан (чеш. Michal Jordán; 18 июля 1990, Злин, Чехия) — чешский хоккеист, защитник.

## Биография
Профессиональным хоккеем начал заниматься на родине, в системе клуба «Злин», в молодёжных командах которого выступал. В 2007 году хоккеист отправился за океан, в команду «Уинсор Спитфайрз», выступающий в хоккейной лиге Онтарио. В 2008 году на драфте НХЛ он был выбран в четвёртом раунде командой «Каролина Харрикейнз». С 2008 по 2010 годы выступал в команде «Плимут Уэйлерз». 16 апреля 2010 года подписал двухсторонний контракт с «Каролиной». С 2010 года играл за команду АХЛ «Шарлотт Чекерс», фарм-клуб «Каролины». Спустя два года дебютировал в НХЛ. Участник чемпионатов мира по хоккею с шайбой 2014-го, 2015-го и 2016-го годов.
Играл в КХЛ за команду «Амур», был капитаном команды.

## Статистика
| Легенда | Легенда                    | Легенда | Легенда                   | Легенда | Легенда    |
| ------- | -------------------------- | ------- | ------------------------- | ------- | ---------- |
| И       | Количество проведённых игр | Штр     | Штрафное время            | +/−     | Плюс-минус |
| Г       | Голы                       | П       | Голевые передачи          | О       | Очки       |
| -       | Статистика неизвестна      | —       | Статистика не учитывалась |         |            |